# Marwanides de Haute-Mésopotamie
Pour l’article homonyme, voir Marwanides.
Les Marwanides forment une dynastie kurde qui règne sur la Haute Mésopotamie (Djézireh) et l'Arménie de 983 à 1085. Cette dynastie, qui a pour capitale Mayyafarikin (de nos jours Silvan), dans la région de Diyarbakır, est opposée aux Bouyides. Une autre dynastie kurde se développe à la même période plus à l'est sur la zone frontalière de l'Iran et de l'Irak actuels, les Hasanwayhides ou Hasanwayh alliée des Bouyides. Plus au sud, les émirs arabes Hamdanides règnent en Syrie et sur le nord de l'Irak.

## Histoire
Un berger kurde nommé Abû Chuja Badh ben Dustak abandonne son cheptel, prend les armes et devient un chef de guerre renommé. Lorsque l'émir bouyide du Fars `Adhud ad-Dawla Fannâ Khusraw meurt le 26 mars 983, Badh prend Mayyafarikin. Il prend aussi Amida (de nos jours Diyarbakır) et Nisibe (de nos jours Nusaybin). Il parvient ni à prendre Mossoul ni à obtenir du calife abbasside qu’il accepte son soutien.
Les Bouyides espèrent affaiblir les insurgés kurdes menés par Badh en donnant aux Uqaylides le commandement de la ville de Diyarbakir. Les Uqaylides s'allient ensuite aux Hamdanides qui avaient été expulsés de Mossoul en 979. Avec l'aide des Hamdanides, ils chassent les Bouyides de Mossoul et administrent la ville à partir de 989. De Mossoul, le chef Uqaylide, Mohammed Musayyib poursuit sa lutte contre le rebelle kurde Badh jusqu'à la mort de celui-ci. Ensuite il met fin à son alliance avec les Hamdanides et oblige les Bouyides à lui accorder l'autonomie de Mossoul.
En 990, Badh meurt. Ce sont ses neveux qui vont lui succéder. Al-Hasan épouse la veuve de son oncle. Il met en déroute les Hamdanides. Il meurt en 997 pendant une révolte des habitants d'Amida.
Mumahhid ad-Dawla Sa`îd succède à son frère, Il inaugure son règne le 11 novembre 997. Il entretient de bonnes relations avec l'empereur de Byzance Basile II. Mumahhid profite de cette paix pour renforcer les fortifications de sa capitale Mayyafarikin.
En 1000, Mumahhid demande à l'émir bouyide Bahâ' ad-Dawla de lui envoyer le médecin chrétien Gabriel ben `Abd Allah ben Bukhtishu, attaché à l'hôpital de Bagdad.
Le 14 décembre 1010, Mumahhid est assassiné. Son frère, Nasr ad-Dawla Ahmad, le troisième fils de Marwân lui succède. Il sait s'imposer à l'émir bouyide Sultan ad-Dawla, au calife fatimide d'Égypte Al-Hakim et à l'empereur de Byzance Basile II qui lui envoient des messages de félicitations.
En 1011 (ou 1024), Nasr al-Dawla Ahmad reconquiert Amida.

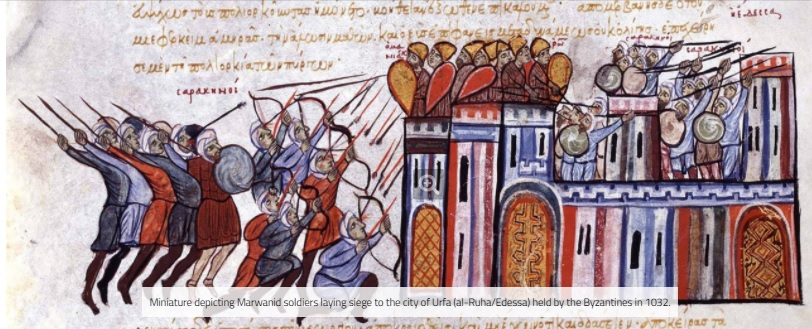
Les Marwanides tentent de reprendre Edesse aux Byzantins en 1032.

En 1026/1027, les habitants d'Edesse font appel à Nasr al-Dawla Ahmad pour les délivrer d'un chef arabe. Nasr al-Dawla Ahmad prend la ville et l'annexe à ses domaines. La ville est reprise par l'empereur byzantin en 1031.
En 1054, Nasr al-Dawla Ahmad doit reconnaître la suzeraineté du Seldjoukide Tuğrul Bey. Le long règne de Nasr al-Dawla Ahmad marque l'apogée des Marwanides. Après sa mort la puissance des Marwanides va décliner.
En 1061, Nizâm ad-Dawla Nasr succède à son père Nasr al-Dawla Ahmad. Le Seldjoukide Malik Shah Ier prend la capitale Mayyafarikin. Les trésors appartenant aux Marwanides sont pillés.
Nizâm ad-Dawla Nasr règne jusqu'en 1079. Le royaume tombe aux mains des Seldjoukides. Son fils Nâsir ad-Dawla Mansûr n'a plus qu'une ville Jazirat Ibn Umar' (actuellement Cizre). Il meurt en 1085.

### La dynastie
```
└┬Dustak
 ├1─
Abû Chuja Badh
 (983-990)
 └┬Marwân
  ├2─
Al-Hasan
 (990-997)
  ├3─
Mumahhid ad-Dawla Sa`îd
 (997-1011)
  └4┬
Nasr ad-Dawla Ahmad
 (1011-1061)
    └5┬
Nizâm ad-Dawla Nasr
 (1061-1079)
      └6─
Nâsir ad-Dawla Mansûr
 (1079-1085)
```

## Postérité
La dynastie kurde des Erdalan, qui règne entre le XIVe et le XIXe siècle sur le territoire qui correspond à l'actuelle province iranienne du Kurdistan, prétendra descendre directement des Marwanides.